# Loch Fleet (sjö)
Loch Fleet är en sjö i Storbritannien.   Den ligger i riksdelen Skottland, i den centrala delen av landet, 500 km nordväst om huvudstaden London. Loch Fleet ligger 342 meter över havet.  Trakten runt Loch Fleet består i huvudsak av gräsmarker.